# Джихат Арман
Джиха́т Арман (тур. Cihat Arman, 16 липня 1915, Стамбул — 14 травня 1994, Стамбул) — турецький футболіст, що грав на позиції воротаря. По завершенні ігрової кар'єри — тренер та футбольний функціонер.
Завдяки своїй тривалий роботі у «Фенербахче» він дуже сильно асоціюється з цим клубом і вважається одним з найкращих воротарів у історії клубу, а також є одним з п'яти гравців, яких названо в офіційному гімні «Фенербахче». Крім цього, грав за національну збірну Туреччини, у складі якої був учасником Олімпійських ігор 1936 та 1948 років.

## Клубна кар'єра

### «Генчлербірлігі» та «Гюнеш»
Арман народився у Стамбулі і відвідував престижний Галатасарайський ліцей, де зацікавився футболом у цей час. Через роботу свого батька Фаїка Армана, який як банківський службовець працював в Ziraat Bankası, сім'я переїхала в Анкару. Там у 15 років Джихат вступив у академію місцевого клубу «Генчлербірлігі». З 1933 року став виступати за першу команду, що грала у Футбольній лізі Анкари, оскільки ще не існувало єдиної ліги в Туреччині. Арман швидко став основним воротарем і виграв з клубом чемпіонат Анкари в сезоні 1934/35.
Втім найпрестижнішою лігою в Туреччині була не столична ліга, а Стамбульська футбольна ліга. Тому після Олімпіади 1936 року Арман переїхав до нещодавно заснованого клубу «Гюнеш». Клуб був заснований колишніми представниками і футболістами «Галатасарая», які не погодились із новою політикою клубу, тому серед гравців, які покинули «Галатасарай» і перейшли у «Гюнеш», також було чимало колишніх однокласників Армана. Уже в першому сезоні з клубом Джихат, що був основним воротарем, став другим у Стамбульській лізі, але у наступному сезоні 1937/38 клуб виграв чемпіонат Стамбулу, вперше в історії. Того ж року за підсумками другого єдиного чемпіонату Туреччини, Національного дивізіону «Гюнеш» став чемпіоном, а у рамках розіграшу клуб в принциповому матчі розгромив 7:0 «Галатасарай», що є найбільшою поразкою в історії клубу. В новому сезоні 1938/39 клуб за перші чотири матчі Стамбульської ліги набрав одинадцять з дванадцяти можливих очок, втім після цього несподівано був розформований.

### «Фенербахче»
Всі гравці «Гюнеша» залишилися після розпуску клубу до кінця сезону без клубу. Наприкінці сезону деякі гравці повернулися в «Галатасарай», втім деякі відмовилися повернутися, серед них був і Арман, які перейшли до вічного суперника «Галатасарая» «Фенербахче».
У «Фенербахче» Арман відразу завоював позицію основного воротаря і утримував її майже до свого завершення кар'єри. В цей період клуб був одним із найсильніших у Туреччині і п'ять разів вигравав Національний дивізіон (1940, 1943, 1945, 1946, 1950) та тричі Стамбульську лігу (1943/44, 1946/47, 1947/48). Крім цього, клуб вигравав Стамбульський кубок у 1945 році та Кубок прем'єр-міністра у 1945, 1946 і 1950 роках. Втім найбільшого досягнення клуб досягнув 1944 року, ставши чемпіоном Туреччини, перемігши в турнірі плей-оф чемпіонів інших регіональних чемпіонатів.
У сезоні 1948/49 Арман був призначений граючим тренером клубу, втім результати команди того сезону були низькими і у лютому він був замінений на англійця Пітера Моллоя. Завершив кар'єру футболіста виступами за команду «Фенербахче» у 1951 році, після того як у сезоні 1950/51 провів лише два матчі чемпіонату.

## Виступи за збірну
1936 року дебютував в офіційних іграх у складі національної збірної Туреччини у товариському матчі проти збірної Югославії. Того ж року у складі збірної був учасником футбольного турніру на Олімпійських іграх 1936 року у Берліні, де турки в першому ж раунді були розгромлені Норвегією 4:0 і покинули турнір.
Наступний 1937 рік став другим і останнім для Армана у збірній перед довгою перервою, оскільки більша частина активної кар'єри воротаря припала на період Другої світової війни, через яку збірна тривалий час не проводила свої міжнародні матчі і лише 23 квітня 1948 року, після 11-річної перерви, Арман знову вийшов на поле у футболці національної команди. Того ж року Туреччина стала учасницею футбольного турніру на Олімпійських іграх 1948 року у Лондоні. Цього разу команді Джихата, що був капітаном, на першому етапі вдалося виграти у Китаю (4:0), втім у чвертьфіналі вона вилетіла від майбутніх срібних призерів югославів (1:3).
У 1949 році команда стала другою на Середземноморському кубку, а 20 листопада 1949 року Арман керував збірною як граючий тренер у відбірковому матчі до чемпіонату світу 1950 року з Сирією. Туреччина виграла 7:0 і отримала право поїхати на чемпіонат світу, однак через фінансові проблеми й дорожнечу перельоту до Південної Америки Туреччина змушена була відмовитись від участі в турнірі. В подальшому Арман за збірну не грав і загалом провів у формі головної команди країни лише 12 матчів, у дев'яти з яких носив пов'язку капітана.

## Кар'єра тренера
У грудні 1952 року Турецька футбольна федерація оголосила про призначення Армана тренером новоствореної турецької збірної U-18. З нею Джихат поїхав на Юніорський турнір ФІФА 1953 року, ставши на ньому бронзовим призером. Наступного року на черговому розіграші Туреччина із Арманом також виступила вдало, втім цього разу в матчі за 3-тє місце вона поступилась, ставши четвертою. Через місяць після турніру Арман пішов з посади тренера збірної U-18.
Влітку 1954 року він перейшов на посаду головного тренера стамбульського клубу «Бейоглуспор». Цей клуб він тренував до середини грудня 1954 року, а потім пішов у відставку зі свого поста .
Через кілька днів після його відставки Арман знову очолив турецьку збірну U-18. Через два дні після того, як було оголошено, що Арман тренуватиме юніорів, він також підписав контракт з «Бешикташем» до кінця сезону. Незважаючи на клубну роботу Арман підготував молодіжну збірну до наступного юнацького чемпіонату Європи, втім цього разу збірна не вийшла з групи. «Бешикташ» же під керівництвом Армана покращив свої виступи у Стамбульській лізі до кінця сезону і не став чемпіоном лише через додаткові показники, пропустивши вперед «Галатасарай». Після цього успіху клуб запропонував Джихату залишитись у клубі в наступному сезоні , який клуб завершив на третьому місці, після чого в травні 1956 року він покинув клуб.
Негайно після свого відходу з «Бешикташа» Джихат очолив «Істанбулспор». На додаток до своєї роботи в клубі Арман у жовтні 1956 року знову отримав посаду головного тренера збірної Туреччини. Він керував національною командою у двох матчах, які відбулися в листопаді 1956 року і обидва закінчились внічию 1:1. Після цих двох міжнародних ігор Арман намагався відмовитися від своєї посади в стамбульському клубі аби зосередитись на роботі зі збірною, втім «Істанбулспор» відмовився розривати контракт із тренером, що діяв до літа 1958 року. Після того, як обидві сторони не змогли домовитися, Арман змушений був замість національної збірної знову працювати з командою Туреччини до 18 років. Втім навіть робота з «молодіжкою» призвела до проблем, оскільки «Істанбулспор» заборонив тренеру у квітні 1957 року брати участь у юнацькому чемпіонаті Європи 1957 року в Іспанії. Джихат проігнорував застереження і після участі у турнірі, де турки не вийшли з групи, «Істанбулспор» в односторонньому порядку розірвав контракт з Арманом.
Влітку 1957 року Арман прийняв пропозицію попрацювати у клубі «Касимпаша». У сезоні 1957/58 клуб став шостим у Стамбульській лізі, після чого контракт було продовжено і у наступному розіграші клуб виступив ще гірше, зайнявши передостаннє 9 місце. Навесні 1959 року Турецька федерація створила Міллі-лігу, першу загальнонаціональну Національну лігу Туреччини, до якої увійшли лише перші вісім команд Стамбульської ліги. В результаті цього «Касимпаша» змушена була продовжувати грати в Стамбульській професійній лізі, яка відтепер мала статус другого дивізіону. Втім на другий сезон Міллі-ліги, сезон 1959/60, вищий дивізіон був збільшений з 16 до 20 команд. Серед чотирьох нових клубів опинилась також і «Касимпаша», але пропрацювати у вищому дивізіоні Арман встиг лише до жовтня 1959 року, а потім пішов у відставку зі свого поста.
На додаток до своєї роботи у «Касимпаші», Арман працював із другою збірною Туреччини, а також продовжував тренувати юнацьку збірну до 18 років. За цей час ці національні команди грали один чи два матчі кожного року, здебільшого в рамках юнацького чемпіонату Європи, де турки не мали високих досягнень. 1959 року було оголошено, що Арман більше не буде тренером, але він працював зі збірною ще протягом одного ігрового циклу.
У липні 1960 року він знову очолив «Істанбулспор», з яким пропрацював один сезон, зайнявши 14 місце у чемпіонаті. У січні 1962 року Арман став головним тренером клубу «Єшілдірек» і залишався на цій посаді до листопада 1962 року.
У серпні 1963 року він став тренером молодіжної збірної Туреччини U-21, а у жовтні став паралельно тренером аматорської збірної Туреччини. 
У серпні 1964 року він почав працювати головним тренером національної збірної Туреччини, під керівництвом якого команда зіграла в 3 матчах (1 перемога, 1 нічия та 1 поразка). З січня 1965 року продовжив працювати у структурі національної збірної, але тепер помічником тренера-італійця Сандро Пуппо. Паралельно з кінця 1965 року він знову став працювати головним тренером в молодіжній збірній U-21, а 1966 року керував і аматорською збірною.
У червні 1966 року Арман очолив «Ескішехірспор», з яким працював один сезон, закінчивши його на 8 місці. У наступному сезоні він тренував «Мерсін Ідманюрду», ставши з ним десятим і у квітні 1968 року він пішов у відставку зі свого поста. У новому сезоні Арман зайняв пост головного тренера «Вефа».
1970 року Арман очолив збірну Туреччини, вчетверте у своїй тренерській кар'єрі, втім і цього разу пропрацював у команді недовго і пішов з посади в листопаді 1971 року після того як не зумів вивести команду на Євро-1972. Команда Армана вдало розпочала відбір, зігравши внічию з ФРН, а потім обігравши Албанію (2:1). втім у наступних трьох матчах турки зазнали три розгромні поразки (0:3 від ФРН, 1:5 від Польщі і 0:3 від Албанії) та достроково втратили шанси на вихід із групи.
З лютого 1972 року Арман почав працювати в збірній Туреччині на посаді скаута.
Наприкінці 1970-х років Арман переїхав до Лос-Анджелеса і тренував там аматорський клуб «Лос-Анджелес Істанбулспор».
Помер 14 травня 1994 року на 79-му році життя у Стамбулі в лікарні, де він був у зв'язку з недавно перенесеним інсультом. Він був похований у наступний понеділок, 16 травня, після полуденної молитви на Ашиянському кладовищі.

## Досягнення
«Генчлербірлігі»
- Переможець Футбольної ліги Анкари[en]: 1934/35

«Гюнеш»
- Переможець Стамбульської футбольної ліги: 1937/38[en]
- Переможець Турецького національного дивізіону[en]: 1938[en]

«Фенербахче»
- Чемпіон Туреччини[en]: 1944[en]
- Переможець Стамбульської футбольної ліги: 1943/44[en], 1946/47[en], 1947/48[en]
- Переможець Турецького національного дивізіону[en]: 1940[en], 1943[en], 1945[en], 1946[en], 1950[en]
- Володар Кубка Прем'єр-міністра[en]: 1945, 1946, 1950
- Володар Кубка Стамбулу[en]: 1945[en]

## Особисте життя
Арман тренував молодого та перспективного воротаря Тургая Шерена з «Галатасарая», коли сам ще був діючим воротарем. Обидва вони зустрічалися з цією метою двічі на тиждень на стадіоні «Іненю». Пізніше Шерен став основним воротарем збірної Туреччини і протягом десяти років найкращим голкіпером турецького футболу.
Арман написав у 1960 році книгу під назвою «Futbolda 16 sene» (укр. 16 років у футболі), в якій він розповідає про свої спогади.
З осені 1963 року Арман почав працювати в щоденній газеті Milliyet як спортивний оглядач, де працював з невеликими перервами до кінця 1980-х років.
Наприкінці 1970-х років він переїхав з родиною до Лос-Анджелеса і продовжував своє життя там, втім у 1981 році він повернувся до Туреччини.
В 1965 році газетою Cumhuriyet був включений до списку 11 найкращих турецьких гравців за останні 42 роки, тобто з моменту заснування Турецької футбольної асоціації.